# Wydział Inżynierii Mechanicznej Politechniki Poznańskiej
Wydział Inżynierii Mechanicznej Politechniki Poznańskiej – jeden z dziewięciu wydziałów Politechniki Poznańskiej. Jego siedziba znajduje się przy ul. Piotrowo 3 w Poznaniu. Powstał w 1955 roku i jest najstarszym wydziałem uczelni

## Struktura
- Instytut Konstrukcji Maszyn
  - Pracownia Podstaw Konstrukcji Maszyn
  - Pracownia Komputerowego Wspomagania Projektowania
  - Pracownia Systemów Generowania Energii i Napędu
- Instytut Mechaniki Stosowanej
  - Zakład Mechaniki Technicznej
  - Zakład Inżynierii Wirtualnej
  - Zakład Wytrzymałości Materiałów i Konstrukcji
  - Zakład Wibroakustyki i Diagnostyki Systemów
- Instytut Technologii Mechanicznej
  - Zakład Obróbki Skrawaniem
  - Zakład Maszyn Inteligentnych
  - Zakład Metrologii i Systemów Pomiarowych
  - Zakład Projektowania Technologii
  - Zakład Urządzeń Mechatronicznych
- Instytut Technologii Materiałów
  - Zakład Odlewnictwa i Obróbki Plastycznej
  - Zakład Tworzyw Sztucznych
  - Zakład Inżynierii Produkcji

## Kierunki studiów
- Inżynieria biomedyczna
- Mechanika i Budowa Maszyn
- Mechatronika
- Zarządzanie i inżynieria produkcji
- Product Lifecycle Engineering

## Władze
- Dziekan: dr hab. inż. Olaf Ciszak, prof. PP
- Prodziekan ds. nauki: dr hab. inż. Szymon Wojciechowski, prof. PP
- Prodziekan ds. dydaktyki stacjonarnej: dr inż. Krzysztof Grześkowiak
- Prodziekan ds. dydaktyki niestacjonarnej: dr hab. inż. Bartosz Gapiński, prof. PP
- Prodziekan ds. współpracy z gospodarką: dr inż. Justyna Trojanowska